# Bitwa pod Krzywopłotami
Bitwa pod Krzywopłotami – bitwa stoczona w czasie I wojny światowej nieopodal wsi Krzywopłoty, na częściowo podmokłych terenach między Bydlinem a Załężem w dniach 17–18 listopada 1914, pomiędzy oddziałami Austro-Węgier i Rosji.
Bitwa legionistów Józefa Piłsudskiego. Legioniści z IV i VI batalionu 1 pułku piechoty Legionów (dowódcy kpt. Tadeusz Furgalski „Wyrwa” i kpt. Herwina), oraz artylerzyści pod dowództwem kpt. Brzozy, razem około 1400 żołnierzy, okopali się na wzgórzu Św. Krzyż we wsi Bydlin i sąsiednich Krzywopłotach. Wojska rosyjskie zajęły pozycje w lasach Smolenia i Domaniewic. Już 17 listopada późnym wieczorem legioniści wykonali krótki wypad na Załęże, podczas którego ciężko ranny został mjr Trojanowski. Pierwszy dzień bitwy, 18 listopada, przyniósł porażkę wojsk austro-węgierskich i wycofanie się legionistów – z dużymi stratami – na linię okopów. W tym dniu w ataku na Załęże poległ por. Stanisław Paderewski, dowódca 3 kompanii VI batalionu. 19 listopada IV batalion wsparty polską artylerią wyprowadził kolejne natarcie i skutecznie odrzucił Rosjan. W wyniku toczonej ze zmiennym szczęściem bitwy obie strony poniosły straty. W bitwie zginęło 46 legionistów, a 131 było rannych i dostało się do niewoli. Bitwa powstrzymała rosyjskie natarcie.

## Upamiętnienie
Polegli legioniści spoczywają na cmentarzu w Bydlinie. W innej kwaterze cmentarza spoczywają żołnierze austriaccy i rosyjscy.
Miejsce bitwy Józef Piłsudski nazwał „krzywopłockimi legionowymi Termopilami”. W 1920, z inicjatywy Piłsudskiego, na cmentarzu w Bydlinie stanął pomnik – kilkumetrowy kamienny krzyż zdobiony legionowymi symbolami. Żywym pomnikiem tych wydarzeń jest szkoła wybudowana w 1937 z inicjatywy i za pieniądze legionistów, dla upamiętnienia tej bitwy. W 95. rocznicę bitwy mieszkańcy Bydlina postawili obelisk z krzyżem i dwiema tablicami; na tablicach wyryto nazwiska poległych legionistów.
W połowie lat 80. XX w. system umocnień polowych na zboczach wzgórza został przebadany przez studentów i pracowników
Politechniki Krakowskiej i Uniwersytetu Jagiellońskiego. Decyzją nr A-77/M z dnia 2 marca 2007 r. teren wzgórza Św. Krzyż został wpisany do rejestru zabytków nieruchomych woj. małopolskiego. W sierpniu 2008 r. kolejne badania wykopaliskowe pozwoliły rozpoznać pierwotny przebieg okopów, rowów dobiegowych i ziemianki oraz szereg szczegółów ich konstrukcji. Dzięki inicjatywie gminy Klucze, przy wsparciu Ministra Kultury i Dziedzictwa Narodowego, w 2018 r., udostępniono tu pierwszy fragment leśnego parku historycznego. Obejmuje on odsłonięte, przebadane i częściowo zrekonstruowane umocnienia polowe o łącznej długości ok. 260 m..
Walki pod Krzywopłotami zostały upamiętnione na Grobie Nieznanego Żołnierza w Warszawie, napisem na jednej z tablic, w okresie II RP i po 1990 „KRZYWOPŁOTY 14 XI 1914".

## Uczestnicy bitwy
- Stanisław Paderewski – poległ, brat Ignacego Jana Paderewskiego
- Stanisław Bytnar – ciężko ranny, ojciec Jana Bytnara ps. Rudy[3]
- Ottokar Brzoza-Brzezina
- Eugeniusz Dreszer-Słomka
- Albin Fleszar ps. Satyr
- Tadeusz Furgalski ps. „Wyrwa”
- Kosma Lenczowski
- Mieczysław Ryś-Trojanowski
- Juliusz Ulrych
- Wacław Budzyński
- Mieczysław Barys

## Legioniści polegli w bitwie
Lista 34 poległych legionistów powstała na podstawie informacji znajdujących się na tablicach umieszczonych na pomniku na cmentarzu w Bydlinie. Dane zostały zweryfikowane i uzupełnione w oparciu o książkę: Janusz Cisek, Kamil Stepan Lista strat Legionów Polskich 1914-1918 (2006). W bitwie poległ porucznik Stanisław Paderewski, młodszy brat Ignacego Jana Paderewskiego – pianisty, działacza niepodległościowego oraz późniejszego Premiera Polski.
W Bydlinie pochowanych jest również 12 nieznanych z imienia i nazwiska legionistów.

### Polegli
Bakal Mieczysław, Baran Stanisław, Bełda Stanisław, Bugański Marcin, Bogdalski Marian, Dziurzyński Roman, Grunberg Stanisław, Grybisz Józef, Gugulski Franciszek, Janusz Antoni, Kiszka Antoni, Klimaszewski Michał, Kociborowski Rudolf, Kowal Władysław, Kowalczyk Ignacy, Kozicki Bronisław, Medyński Eugeniusz, Michalski Jerzy, Michalski Władysław, Muller Adolf, Nowak Julian (lub Juliusz), Ostrowski Jerzy (lub Karol), Pączek Wawrzyniec, Paderewski Stanisław, Paśko Tomasz, Pałka Stanisław, Przesłowski Tomasz, Prochowicz (lub Próchowicz) Wojciech, Stasz Kazimierz, Stelmasiewicz Zygmunt, Tokarczyk Jan, Werner Bronisław, Witkoś Ignacy, Weszyński (lub Wyszyński) Marian